# Can Verboom
Can Verboom és una masia amb elements gòtics i barrocs de Premià de Dalt (Maresme) protegida com a bé cultural d'interès local.

## Descripció
Conjunt d'edificacions de tipus civil realitzades en diferents períodes històrics.
L'edifici principal és una masia de tipus basilical que consta de planta baixa, pis i golfes, i està coberta per una teulada de dues vessants amb el carener perpendicular a la façana. A l'exterior sobresurten els elements de la façana: el portal rodó dovellat, format per un arc carpanell molt rebaixat. La finestra coronella situada al seu damunt, del segle XIV; dues finestres gòtiques conopials lobulades, del segle xv; i els esgrafiats de la façana, del segle xviii, quan es realitzaren nombroses reformes. A l'interior destaquen les arcades barroques de la planta baixa amb arcs escarsers i columnes toscanes. De la torre de defensa adossada a la part posterior de l'antiga masia. De planta quadrada, formada per una planta baixa i quatre pisos sostinguts per una estructura de fusta. Conserva alguns enteixinats de fusta molt interessants. La torre queda rematada en la seva part superior per merlets i una petita teuladeta afegida posteriorment. Exteriorment destaquen els matacans defensius situats en dues cares oposades de la torre, i els carreus de pedra utilitzats als angles de la mateixa. S'hi accedeix directament a l'interior des de la masia, a través de la planta baixa i del primer pis.